# Mary Beardová
Winifred Mary Beardová (* 1. ledna 1955, Much Wenlock) je anglická klasická filoložka a historička specializující se na starověký Řím. Je členkou správní rady Britského muzea a profesorkou starověké literatury na Královské akademii umění. Dříve byla profesorkou klasické literatury na Cambridgeské univerzitě. K jejím nejznámějším knihám patří The Roman Triumph (2007) nebo SPQR: A History of Ancient Rome (2015). Přispívá do The Times Literary Supplement. Je známa častými kontroverzními veřejnými prohlášeními na síti X a na svém blogu A Don's Life. Byla členkou labouristické strany, kde podporovala její levé křídlo. Vystoupila ze strany po nástupu Tonyho Blaira. Později podporovala Jeremy Corbyna, ale do strany se už nevrátila. Je angažovanou feministkou, byť „moderní ortodoxní feminismus“ označila za „žvásty“. V knize Women in Power: from Medusa to Merkel (česky vyšlo jako Ženy a moc) se věnovala problému žen v politice a u té příležitosti poznamenala: „Nemáme šablonu pro to, jak vypadají mocné ženy. Máme jen šablony, které z nich dělají muže.“ Natočila několik dokumentů pro BBC s tematikou starověkého Říma (zejm. Meet the Romans with Mary Beard, 2012). Pravidelně vystupovala též v talkshow Question Time. Jejím manželem je historik umění Robin Cormack. V roce 2000 Beardová v eseji pro London Review of Books uvedla, že byla v roce 1978 znásilněna. Roku 2010 se stala členkou Britské akademie. Roku 2013 obdržela Řád britského impéria. V roce 2016 získala Cenu kněžny asturské.